# Paul Anquetil
Pour les articles homonymes, voir Anquetil.
Paul Anquetil est un homme politique français né le 31 octobre 1873 à Rouen (Seine-Inférieure) et mort le 1er septembre 1940 à Aunay-sur-Odon (Calvados).

## Biographie
Paul Anquetil effectue son service militaire en 1894-1895 au 24e régiment d'infanterie. Il est président de la Société de tir de Rouen. Mobilisé en 1914 au 39e régiment d'infanterie, il est capitaine de la 18e compagnie du 239e régiment d'infanterie. Il est fait prisonnier à Fleury-devant-Douaumont le 23 juin 1916 et interné à Mayence. Rapatrié en octobre 1918, il est promu chef de bataillon en 1919. Il fonde avec Lucien Valin la section rouennaise de l'Union nationale des combattants. Il préside l'Amicale des anciens du 239e R.I. et les Patriotes normands. Il est vice-président de la Chambre syndicale des imprimeurs, libraires et papetiers de Rouen et de sa région.
Négociant en papiers à Rouen, 21-23 rue de la Savonnerie, il est adjoint au maire de Rouen, conseiller d'arrondissement et président du conseil d'arrondissement, puis député de la Seine-Maritime de 1919 à 1932, inscrit au groupe de l'Entente républicaine démocratique.

## Distinctions
- Chevalier de la Légion d'honneur (1919)[3]
- Croix de guerre 1914–1918, palme de bronze
- Médaille d'or de l'éducation physique
- Médaille d'honneur de la mutualité (argent)
- Grand-croix de l'ordre du Nichan Iftikhar